# Fuller Building
Nem tévesztendő össze a Flatiron Buildinggel, mely eredeti neve Fuller Building volt.
A Fuller Building New York Manhattan városrészének egyik felhőkarcolója, a keleti 57. utca és a Madison Avenue találkozásánál. A Fuller Construction Company számára 1929-ben art déco stílusban épült toronyház a cégnek a Flatiron Buildingből való kiköltözése után lett az új székháza. A negyvenemeletes épület a Walker & Gillette tervezőcég tervei alapján készült.

## Képzőművészeti galériái
A Fuller Building New York legjelentősebb galériáinak volt, ill. jelenleg is otthona, többek között a David Benrimon Fine Art, Nailya Alexander Gallery, DAG Modern, Tom Gitterman Gallery, Howard Greenberg Gallery, David Findlay Jr. Gallery, Katharina Rich Perlow Gallery, Jason McCoy Inc Gallery, Zabriskie Gallery, Andrew Crispo Gallery (bezárt), André Emmerich Gallery (bezárt), Robert Miller Gallery (elköltözött), Charles Egan Gallery (bezárt), David McKee Gallery (elköltözött), valamint a Pierre Matisse Gallery (bezárt), Lee Witkin Gallery (bezárt), John Szoke Gallery,. Bár számos galéria már megszűnt, vagy elköltözött, sok új, mint a Jason McCoy Gallery (11. emelet), Hirschl & Adler (9. emelet) vagy Auctionata online aukciósház működik az épületben. 

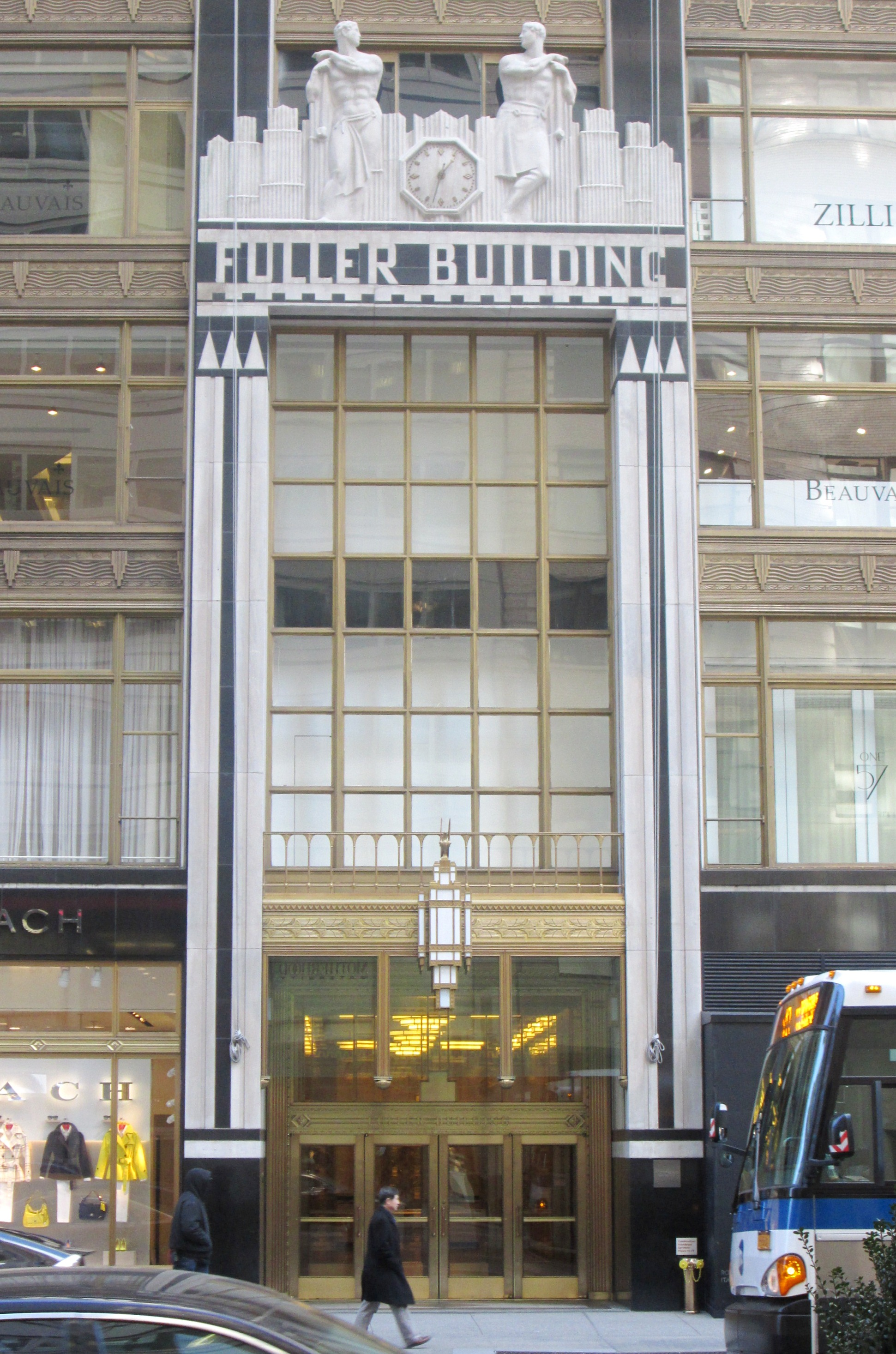
Az épület háromszintes bejárati része, a felső részén Elie Nadelman szobraival